# Krupszczyzna
Krupszczyzna (biał. Крупшчына; ros. Крупщина) – wieś na Białorusi, w obwodzie mińskim, w rejonie wołożyńskim, w sielsowiecie Raków.

## Historia
W czasach zaborów wieś w gminie Zasław, w powiecie mińskim, w guberni mińskiej Imperium Rosyjskiego. W 1866 należała do dóbr Stary Raków, własność Druckich-Lubeckich. 
W latach 1921–1945 wieś a następnie osada leżała w Polsce, w województwie wileńskim, w powiecie stołpeckim, a od 1927 w powiecie mołodeckim, w gminie Raków.
Według Powszechnego Spisu Ludności z 1921 roku zamieszkiwało tu 96 osób, 95 było wyznania rzymskokatolickiego a 1 prawosławnego. Jednocześnie 95 mieszkańców zadeklarowało polską a 1 białoruską przynależność narodową. Było tu 14 budynków mieszkalnych. W 1931 w 16 domach zamieszkiwało 106 osób.
Wierni należeli do parafii rzymskokatolickiej w Rakowie i prawosławnej w Krzywiczach. Miejscowość podlegała pod Sąd Grodzki w Rakowie i Okręgowy w Wilnie; właściwy urząd pocztowy mieścił się w Rakowie.